# Русская жизнь (журнал, Санкт-Петербург)
«Русская жизнь» — журнал, издававшийся в Российской империи в 1905 году.
Периодическое печатное издание «Русская жизнь» издавалось в столице Российской империи городе Санкт-Петербурге и выходило один раз в месяц в период с марта по май 1905 года. Таким образом, всего в Санкт-Петербурге было отпечатано три номера журнала.
Журнал освещал вопросы литературы, науки, искусства, государственной и общественной жизни страны.
Бессменным издателем и редактором журнала «Русская жизнь» был Николай Полиевктович Дучинский.
В конце XIX века в Санкт-Петербурге издавалась одноимённая газета.